# Гомер (Іллінойс)
Гомер (англ. Homer) — селище (англ. village) в США, в окрузі Шампейн штату Іллінойс. Населення — 1073 особи (2020).

## Географія
Гомер розташований за координатами 40°1′59″ пн. ш. 87°57′28″ зх. д. / 40.03306° пн. ш. 87.95778° зх. д. (40.032991, -87.957767).  За даними Бюро перепису населення США в 2010 році селище мало площу 2,54 км², уся площа — суходіл.

## Демографія
Згідно з переписом 2010 року, у селищі мешкали 1193 особи в 461 домогосподарстві у складі 315 родин. Густота населення становила 469 осіб/км².  Було 511 помешкання (201/км²).
Расовий склад населення:
| - 98,2 % — білих - 0,7 % — азіатів - 0,2 % — чорних або афроамериканців - 0,1 % — корінних американців |

До двох чи більше рас належало 0,9 %. Частка іспаномовних становила 1,3 % від усіх жителів.
За віковим діапазоном населення розподілялося таким чином: 27,6 % — особи молодші 18 років, 56,6 % — особи у віці 18—64 років, 15,8 % — особи у віці 65 років та старші. Медіана віку мешканця становила 38,0 року. На 100 осіб жіночої статі у селищі припадало 97,2 чоловіків;  на 100 жінок у віці від 18 років та старших — 95,9 чоловіків також старших 18 років.
Середній дохід на одне домашнє господарство  становив 58 225 доларів США (медіана — 50 474), а середній дохід на одну сім'ю — 70 216 доларів (медіана — 56 786). Медіана доходів становила 46 607 доларів для чоловіків та 33 750 доларів для жінок. За межею бідності перебувало 10,9 % осіб, у тому числі 16,6 % дітей у віці до 18 років та 6,2 % осіб у віці 65 років та старших.
Цивільне працевлаштоване населення становило 614 особи. Основні галузі зайнятості: освіта, охорона здоров'я та соціальна допомога — 34,0 %, роздрібна торгівля — 16,4 %, виробництво — 12,2 %, науковці, спеціалісти, менеджери — 8,5 %.